# Counting Crows
A Counting Crows egy amerikai alternatív rock együttes. 1991-ben alakultak a kaliforniai Berkeley-ben.

## Története
Nevüket egy brit gyermekdallal kapcsolatos babonáról kapták (a babona szerint a varjak számolása balszerencsét okoz). Első nagylemezüket 1993-ban adták ki, amelyről a Mr. Jones című dalt az MTV is játszotta, továbbá a negyedik helyet érte el a Billboard 200-as listán. Alapító tagjai Adam Duritz és David Bryson. Adam a "The Himalayans" együttes tagja volt, Bryson pedig producer. Eleinte akusztikus duóként tevékenykedtek, Berkeley-ben és San Franciscoban koncerteztek. Egy barátjuk, David Immerglück is zenélgetett velük, de nem volt hivatalos tagja az együttesnek. Immerglück továbbá a Camper van Beethoven, illetve a Monks of Doom együttesek tagja is. David Immerglück a Counting Crows első nagylemezén rögzített pár dalt. 1993-ban feliratkoztak a Geffen Recordshoz. Első albumukkal nagy sikert értek el, a "Mr. Jones" illetve "A Long December" című dalok Kanadában első helyet értek el. A 2004-es "Accidentally in Love" című számuk a Shrek 2.-ben is hallható volt, illetve Oscar-díjra is jelölték érte az együttest.
A Counting Crows összesen hét nagylemezt jelentetett meg. Zenei hatásuknak Bob Dylant, Van Morrisont, illetve az R.E.M.-et jelölték meg.
Világszerte több mint 20 millió albumot adtak el.

## Tagok
- Jim Bogios – dobok (2002–)
- David Bryson – gitár, ritmusgitár, vokál (1991–)
- Adam Duritz – ének, billentyűk (1991–)
- Charlie Gillingham – billentyűk, klarinét, harmonika, vokál (1991–)
- David Immerglück – basszusgitár, gitár, ritmusgitár, bendzsó, mandolin, vokál (1999–, 1993-tól 1999-ig ideiglenes tag volt)
- Millard Powers – basszusgitár, ritmusgitár, vokál (2005–)
- Dan Vickrey – gitár, ritmusgitár, bendzsó, vokál (1994–)

### Korábbi tagok
- Steve Bowman – dobok (1991–1994)
- Matt Malley – basszusgitár, ritmusgitár, vokál (1991–2005)
- Ben Mize – dobok (1994–2002)

## Diszkográfia

### Nagylemezek
- August and Everything After (1993)
- Recovering the Satellites (1996)
- This Desert Life (1999)
- Hard Candy (2002)
- Saturday Nights & Sunday Mornings (2008)
- Underwater Sunshine (or What We Did on Our Summer Vacation) (2012)
- Somewhere Under Wonderland (2014)
- Butter Miracle (2021)